# Суперкубок Грузії з футболу 2007
Суперкубок Грузії з футболу 2007 — 7-й розіграш турніру. Матч відбувся 9 грудня 2007 року між чемпіоном Грузії клубом Олімпі та володарем кубка Грузії клубом Амері.
| Володар Суперкубка Грузії 2007 |
| ------------------------------ |
|                                |
| Амері Другий титул             |

## Матч

### Деталі
| 9 грудня 2007 |

| Олімпі | 1:4 | Амері |
| ------ | --- | ----- |
|        |     |       |

| Стадіон імені Тенгіза Бурджанадзе, Горі |